# Église rouge (Bulgarie)
L’Église rouge, (en bulgare : Червена църква) est une église paléochrétienne en ruines du IVe siècle-Ve siècle-VIe siècle située dans l'obchtina de Pérouchtisa, dans l'oblast de Plovdiv en Bulgarie.

## Localisation
L'édifice est situé à 2 km de la ville de Perouchtitsa, dans les Rhodopes et à 140 km de la capitale du pays, Sofia.

## Histoire
La date de construction de l'édifice fait débat, même si la plupart des spécialistes évoquent la fin du IVe siècle ou le Ve siècle, en lieu et place d'un ancien temple thrace.
D'abord un martyrium, l'édifice est ultérieurement, au cours du Moyen Âge, une basilique.
Le nom est lié à la couleur des briques et du mortier utilisé.
L'édifice a été détruit au XIIIe siècle.
Le slaviste Konstantin Jireček considéra l'édifice comme remarquable à la fin du XIXe siècle, en 1883.
Des travaux de consolidation et de mise en valeur ont eu lieu en 2013 afin de soutenir le tourisme dans la région,

## Description
L'édifice avait une hauteur maximale de 17 m.
Des fresques datées du Ve siècle-VIe siècle et du Xe siècle-XIIe siècle sont conservées.
L'édifice possédait un riche décor de mosaïques, de fresques et de marbres.

## Galerie

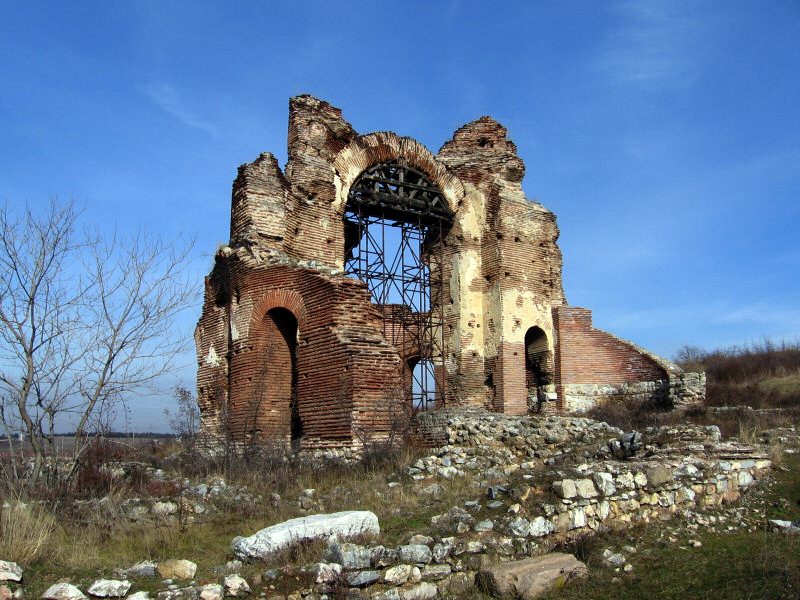
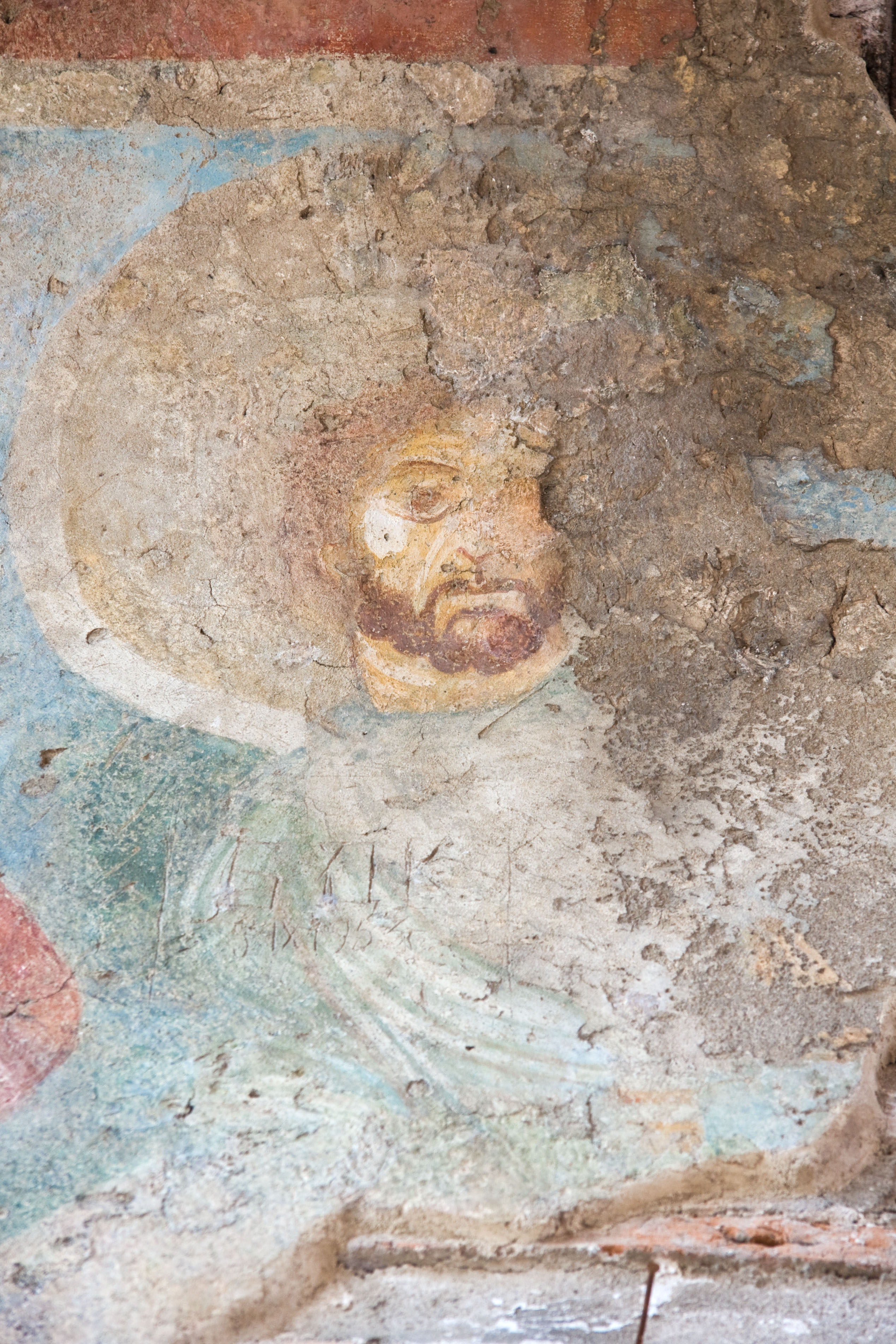
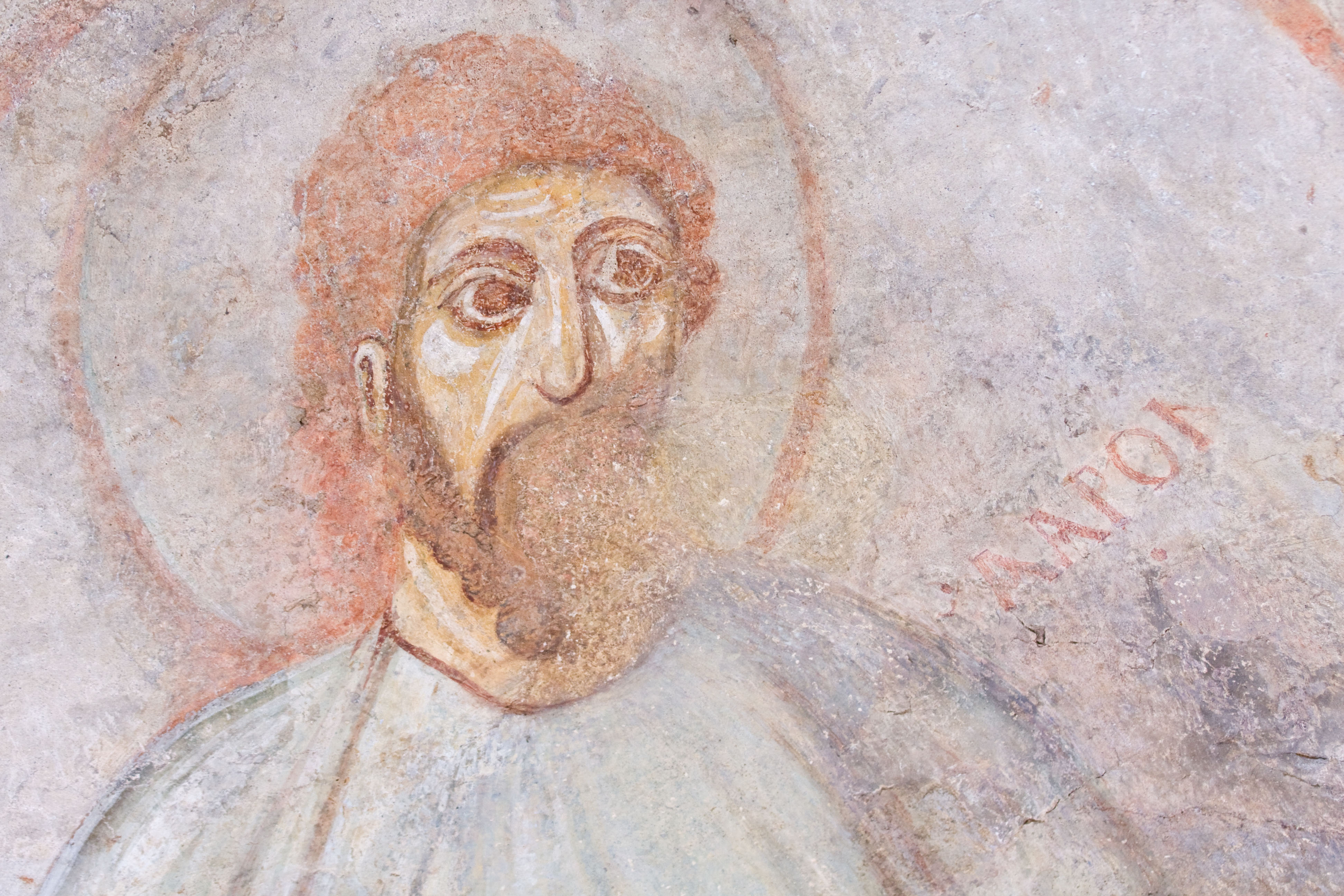
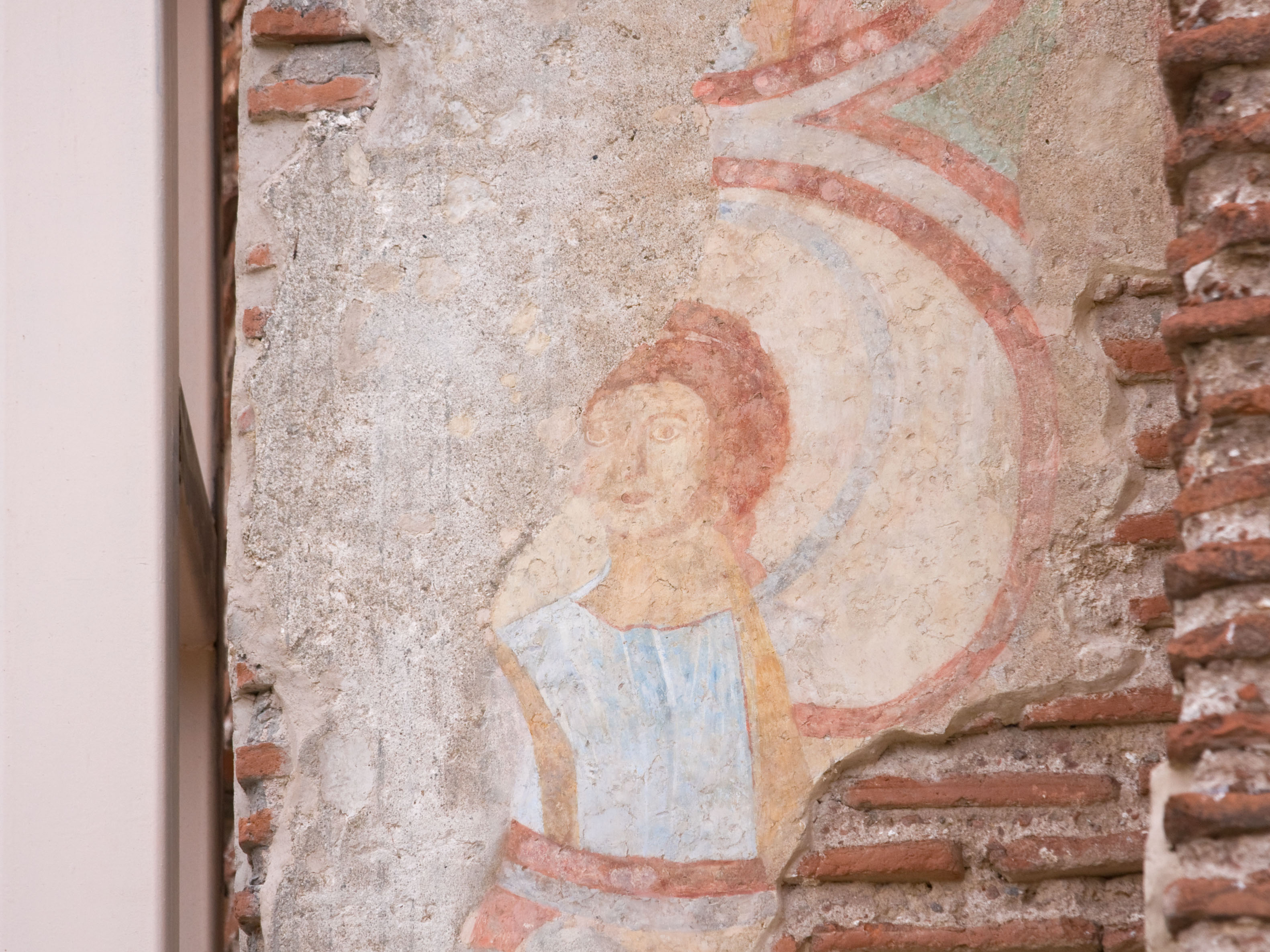